# Phun
Phun（日：ふぁん）とは、スウェーデンのAlgoryx社に勤務するEmil Ernerfeldtがウメオ大学バーチャルリアリティ研究室在学中に開発した物理演算ソフトウェア。対応OSはWindows、Linux、Mac OS X。

## 概要
Phunは、物理演算ソフトでありながら、ドローソフトのような直感的な操作でさまざまなオブジェクトを操作できることが大きな特徴のひとつである。日本語解説サイトでは「ゲーム」と表現されており、知育ソフトと言えるような側面を持つ。
重力の働く二次元空間上に配置した円や長方形および手書きの図形（物体）に摩擦係数・反発係数・密度などを設定でき、止め具や軸、ばねを用いて物体同士または空間と固定することが出来る。軸は動力を与えてモーターとして動作させることが出来る（その場合は回転速度とトルクを設定する）。また大量の粒子により擬似的に水を表現する機能が用意されている。ベータ版 5.25以降では、CSGでの図形の編集機能やカッターツールでの切断機能、テクスチャの貼り付け機能が追加され、さらに、物体の重心に相互に働く万有引力をシミュレートすることができるようになった。 これらの操作をシミュレーションの最中に行うことができるのも特徴のひとつである。
Phunはphysics(物理)とfun(楽しみ)を組み合わせた造語である。

## 名称問題・公開終了
Phunという名前はアダルトサイトですでに利用されていた名称(ドメイン名)であり、知育ソフトとして不適切という声があった。そのため、2009年9月1日に上位版(シェアウェア版)のAlgodooというソフトを公開し、Phunの開発は終了した。そして、2013年4月17日よりAlgodooがドネーションウェア(寄付歓迎のフリーウェア)になったのに従い、Phunのサイトを閉鎖(ただし日本語解説サイトは残っている)、Algodooのサイトにリダイレクトされるようになった。